# Jawad Rhalib
Jawad Rhalib (né en 1965 au Maroc) est un cinéaste belgo-marocain habitant en Belgique. Ses films abordent généralement les thèmes des droits de l'homme au sens large et de la religion.

## Biographie
Jawad Rhalib est né le 8 novembre 1965 au Maroc. Il a fréquenté l'Université catholique de Louvain-La-Neuve, où il a obtenu un diplôme en communication.
Ses débuts dans le cinéma se concentrent sur la réalisation de documentaires, avec cinq films réalisés entre 1999 et 2013. Son premier long métrage de fiction est réalisé en 2014, suivi d'un second en 2016 et d'un troisième en 2023.
Avant de lancer sa carrière cinématographique en 1997, Jawad Rhalib était journaliste.

## Filmographie

### Longs métrages
- 2014 : 7 rue de la Folie
- 2016 : Insoumise[5] (prix du jury au festival international du film de Marrakech)
- 2023 : Amal : Un esprit libre [6]

### Documentaires
- 1999 : Au nom de la coca
- 2006 : El Ejido, la loi du profit (prix du meilleur documentaire au Fespaco)
- 2008 : Les Damnés de la mer
- 2013 : Le Chant des tortues
- 2016 : Les Hirondelles de l'amour
- 2018 : Au temps ou les Arabes dansaient (prix du meilleur documentaire au Fespaco, prix du meilleur documentaire au BAFF, prix du public au festival Visions du Réel[7])
- 2020 : La Révolution rose
- 2020 : Fadma : Même les fourmis ont des ailes [8]
- 2024 : Puisque je suis née[9]